# مرهم أسود

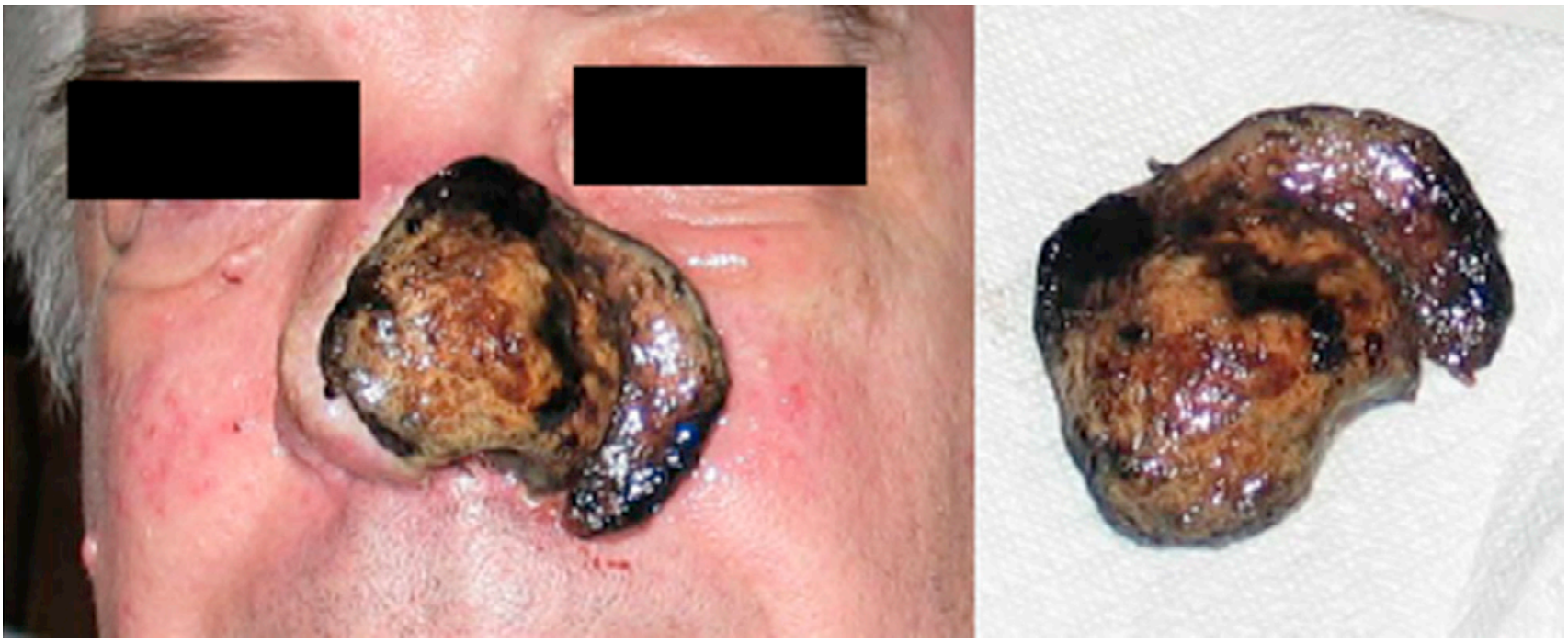

المرهم الأسود والمعروف أيضا تحت اسم العلامة التجارية Cansema ، هو  علاج بديل للسرطان خطير ومثير للجدل. يصنف المنتج عادةً  باعتباره خشارة— وهو لاصق موضعي يحرق ويدمر أنسجة الجلد ويترك وراءه  ندبة سوداء سميكة تسمى ندبة.  كانت تستخدم تلك الخشارات (الندبات) على نطاق واسع لعلاج الأمراض الجلدية في وقت مبكر من التسعينات، ولكن منذ ذلك الحين تم استبدالها بعلاجات أكثر أمانًا وأكثر فعالية. يتم الترويج للخشارات مثل المرهم الأسود حاليًا من قبل بعض مسوقي  الطب البديل كعلاج ل سرطان الجلد مع عدم وجود أي أساس لهذه الادعاءات الغير مثبت فعاليتها.
أدرجت  إدارة الغذاء والدواء الأمريكية المرهم الأسود  «كعلاج وهمي للسرطان» وحذرت المستهلكين من استخدامه.

## الاستخدامات والأخطار
تم توثيق مراهم السرطان لأول مرة كشكل من أشكال الشعوذة في عام 1955 في مجلة التايم:
«أصيبت ربة منزل ذات 37 عام بأحد أمراض الجلد (في جامعة ديوك) والتي ظهر وقت لاحق  أنه  لم يكن سرطان. ونظرًا لاقتناعها بأنه سرطان الجلد، ذهبت إلى معاج غير مأهل الذي استخدم المرهم الأسود لعلاجها. نتيجةً لذلك، شُوِّه أنفها بثقب مقداره ربع حجم أنفها في  تجويف الأنف. اضطر جراحوا التجميل بجامعة ديوك إلى بناء أنف جديد لها.»
على الرغم من ذلك، تشير التقارير الأخيرة إلى أن بعض ممارسي  الطب البديل  يستخدمون الإنترنت لتسويق تلك المراهم «كعلاج مزعوم» لسرطان الجلد،  في حين لا توصى أي جهة طبية معتمدة باستخدام مثل هذه المراهم لعلاج الأمراض الجلدية أو سرطان الجلد. لم تثبت أي فعالية  لاستخدام تلك الخشارات، بينما توجد علاجات أكثر أمانًا وأكثر فعالية  لعلاج سرطانات الجلد، مثل: العلاج بالتبريد; وبعض الكريمات والمراهم الموضعية مثل الإييكويمود  و الفلورويوراسيل وإنجينول ميبوتيت; وهو  علاج إشعاعي؛ والاستئصال الجراحي، بما في ذلك جراحة موس (عملية جراحية مجهرية لإزالة واختبار الأنسجة السرطانية).
يمكن أن تسبب الخشارات ندبات وأضرار خطيرة في الجلد الطبيعي. لا يخضع مصنعي الخشارات إلى قواعد تنظيمية، وبالتالي فإن قوة ونقاء  تلك المنتجات غير معروفة وغير مؤكدة. تصف العديد من التقارير في المؤلفات الطبية عواقب خطيرة لاستخدام الخشارات بدلًا من العلاجات التقليدية لسرطان الجلد، بدءا من التشوه إلى السرطان المتواتر القابل لمنع تكراره.  نشر موقع كواكواتش تحذيرًا ضد استخدام الخشارات في عام 2008. حصر الموقع جمع مجموعة متنوعة من المصادر الموثقة بالحالات المصابة نتيجة استخدام تلك الخشارات 
كشفت دراسة حديثة أن العديد من الأفراد الذين يستخدمون المراهم السوداء يجهلون مخاطرها المحتملة. نشر الإعلام مواد إعلانية بعنوان «حذارِ من المرهم الأسود» في عام 2016 كما حثت الأكاديمية الأمريكية للأمراض الجلدية المرضى إلى استشارة طبيب أمراض جلدية قبل استخدام العلاجات المنزلية لسرطانات الجلد.

## المكونات
تشمل المكونات الشائعة للمراهم السوداء   كلوريد الزنك و حشيشة الشحم (المعروفة أيضًا باسم طلاء بوش)،  وفي كثير من الأحيان على نبات  الدموية، وهو إحدى النباتات الشائع استخدامها في طب الأعشاب. تسمى المادة المستخرجة من نبات  الدموية  بالسانجوينارين وهي إحدى أملاح الأمونيوم التي تهاجم ويدمر الأنسجة الحية ويصنف أيضًا باعتباره أحد الخشارات.

## التنظيم
صنفت إدارة الغذاء والدواء (الولايات المتحدة) (FDA) المراهم السوداء باعتبارها واحدة من 187 [ علاج وهمي للسرطان.] ولا يزال يتم تسويق تلك المراهم  من قبل العديد من الأفراد، كما اتضح في  رسائل تحذير إدارة الاغذية والعقاقير الأخيرة. اتخذت hلإدارة إجراءات الإنفاذ ضد التسويق غير المشروع للمراهم السوداء كعلاج للسرطان كماحدث  في عام 2004 من اعتقال وإدانة جريج كيتون.
قامت إدارة الأغذية والعقاقير بدور نشط في حظر استخدام هذه المواد الكيميائية في علاج مرض السرطان. نشرت الإدارة رسائل تحذيرية مفصلة المخاطر عن هذا المنتج في حين أنها نصحت المروجين أيضًا  بواجب الامتثال للقانون الاتحادي. يتم فهرسة ملخصات الرسائل الأخيرة على موقع إدارة الغذاء والدواء FDA.
نصحت  إدارة السلع العلاجية  الأسترالية (TGA) المستهلكين بعدم شراء أو استخدام المرهم الأسود والأحمر أو cansema. وجدت إدارة السلع الغذائية مخالفات تسويقية قامت بها شبكة التشكيك ضد التطعيم الأسترالية،  وفي حادثة منفصلة وُجد الرئيس السابق لتلك الشبكة  ميريل دوري بالاشتراك مع ليون بيتارد مدانًا أيضًا بارتكاب تلك المخالفتا التسويقية.